# Rebel Heart Tour (альбом)
Rebel Heart Tour — это пятый концертный альбом американской певицы и автора песен Мадонны. Альбом содержит записи десятого мирового концертного тур с одноименным названием, и был выпущен 15 сентября 2017 года на лейблах Eagle Vision и Eagle Records.

## История создания

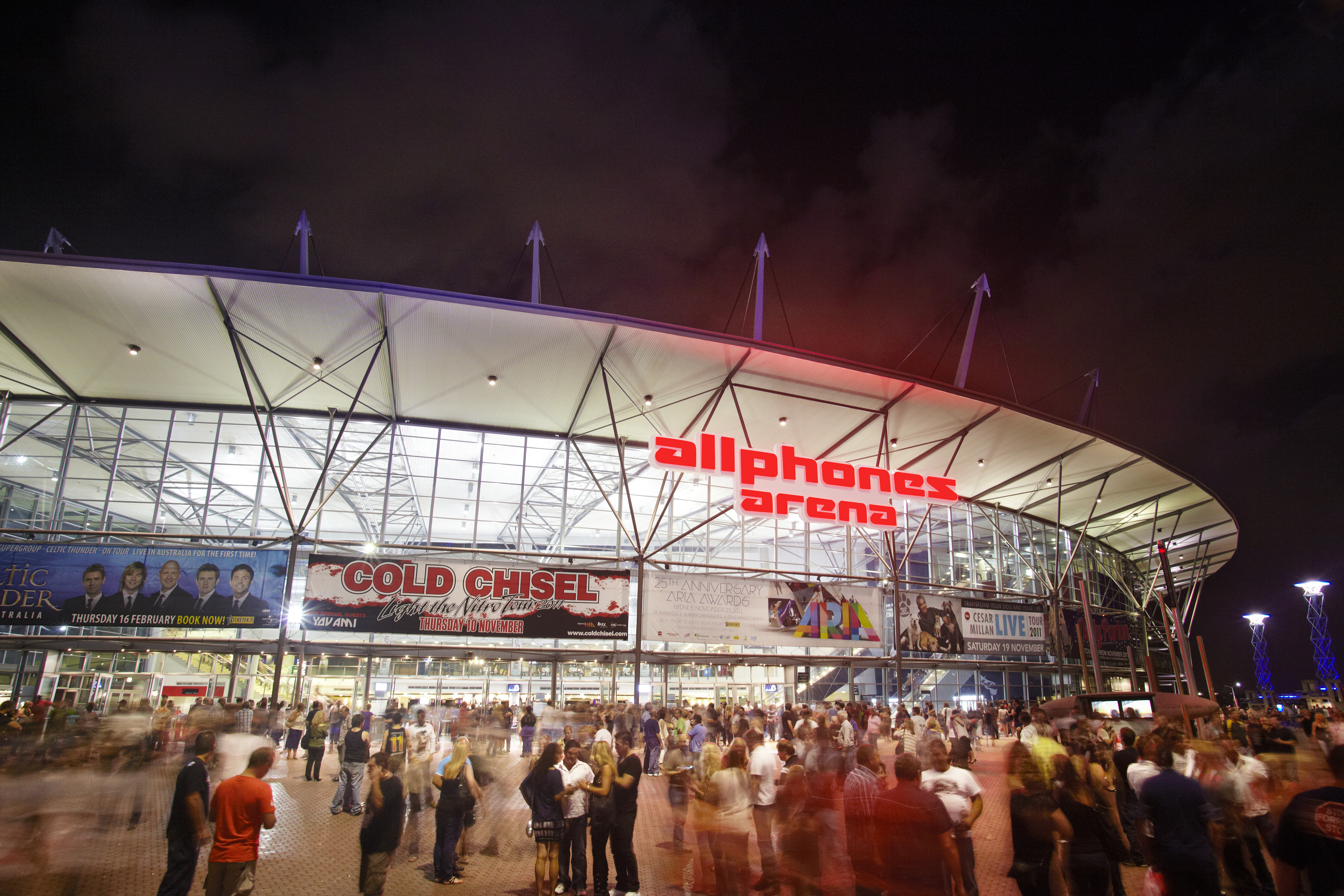
Концерт был записан в Allphones Arena

Мадонна отправилась в тур Rebel Heart Tour (2015—2016) для продвижения своего тринадцатого студийного альбома Rebel Heart. Выступив по всему миру с 82 концертами в 55 городах, тур имел большой коммерческий успех, заработав $169.8 млн долларов США, а посетили его 1.045 млн человек. На выступлениях в Allphones Arena австралийского Сиднея был записан материал для видеорелиза.
В сентябре 2016 года Мадонна объявила в своем Instagram, что она отсмотрела «черновой монтаж» фильма о туре, и он будет готов в ближайшие два месяца. Entertainment Weekly объявил, что премьера фильма-концерта состоится 9 декабря 2016 года на американском кабельном канале Showtime. Фильм-концерт под названием Madonna: Rebel Heart Tour также включал закулисные кадры с австралийских выступлений тура. Billboard показал эксклюзивные закулисные кадры тура 2 декабря. Дэнни Тулл и Натан Риссман, который работал над предыдущими концертными фильмами, выступили режиссёрами Rebel Heart Tour.
Релиз фильма состоялся 15 сентября 2017 года — на DVD, Blu-ray и для цифрового скачивания. Пятый концертный альбом Мадонны содержит бонусный контент: камерное выступление для фанатов «Слёзы клоуна» (Tears of a Clown) в Мельбурне, состоявшееся в Театре Форум, а также 22 песни на двойном CD. Фотография на обложке сделана Джошуа Брандао. Британский Совет по классификации фильмов (сайт bbfc) обозначил продолжительность основного материала в 138 минут, почти 2 часа для основного тура фильма плюс всё остальное со «Слезами клоуна» и бонус-треком «Like a Prayer» (1989), исполненным во время одного из концертов. Релиз вышел на лейбле Eagle Rock Entertainment. Он стал доступен для предзаказа 16 августа 2017, в день рождения Мадонны, во всех физических и цифровых магазинах. Вместе с предзаказом в цифровом формате становилась доступна для загрузки песня «Material Girl».

## Список композиций
| №                   | Название                 | Автор(ы) | Длительность |
| ------------------- | ------------------------ | --- | ------------ |
| 1.                  | «Rebel Heart Tour Intro» | | 3:57         |
| 2.                  | «Iconic»                 | Мадонна Тоби Гэд [англ.] Морин Макдональд [англ.] Ларри Гриффин, мл. [англ.] Чанселор Беннетт Дакури Натче [англ.] Майкл Таккер                    | 4:39         |
| 3.                  | «Bitch I'm Madonna»      | Мадонна Томас Пентц Ариэль Рехтшейд [англ.] Макдональд Гэд Оника Мараж Сэмюэл Лонг                                                                 | 3:39         |
| 4.                  | «Burning Up»             | Мадонна | 4:28         |
| 5.                  | «Holy Water» / «Vogue»   | Мадонна Мартин Кирценбаум [англ.] Наталия Керри-Фишер Майк Дин Канье Уэст Эрнест Браун [англ.] Шеп Петтибон [англ.]                                | 6:05         |
| 6.                  | «Devil Pray»             | Мадонна Тим Берглинг Араш Пурнури Карл Фалк [англ.] Рами Йакуб [англ.] Саван Котеча [англ.] Натче Таккер                                           | 4:17         |
| 7.                  | «Body Shop»              | Мадонна Гэд Макдональд Гриффин Натче Таккер | 4:07         |
| 8.                  | «True Blue»              | Мадонна Стивен Брей | 3:00         |
| 9.                  | «Deeper and Deeper»      | Мадонна Петтибон Энтони Шимкин | 4:52         |
| 10.                 | «HeartBreakCity»         | Мадонна Берглинг Пурнури Тобиас Джимсон Мишель Флагер Палома Стокер [англ.] Салем аль Факир [англ.] Магнус Лидехолл [англ.] Винсент Понтэр [англ.] | 4:38         |
| 11.                 | «Like a Virgin»          | Том Келли [англ.] Билли Стейнберг [англ.] | 4:52         |
| Общая длительность: | Общая длительность:      | Общая длительность: | 48:34        |

| №                   | Название                           | Автор(ы)                                                  | Длительность |
| ------------------- | ---------------------------------- | --------------------------------------------------------- | ------------ |
| 1.                  | «Living for Love»                  | Мадонна Пентц Макдональд Гэд Рехтшейд                     | 5:11         |
| 2.                  | «La Isla Bonita»                   | Мадонна Патрик Леонард Брюс Гаитч [англ.]                 | 5:03         |
| 3.                  | «Dress You Up» / «Into the Groove» | Мадонна Андреа ЛаРуссо Пегги Станциале Брей               | 5:35         |
| 4.                  | «Rebel Heart»                      | Мадонна Берглинг Пурнури Факир Лидехолл Понтэр            | 3:47         |
| 5.                  | «Music»                            | Мадонна Мирвэ Ахмадзай                                    | 3:36         |
| 6.                  | «Candy Shop»                       | Мадонна Фарелл Уильямс                                    | 2:54         |
| 7.                  | «Material Girl»                    | Питер Браун [англ.] Роберт Рэнс                           | 4:02         |
| 8.                  | «La Vie en rose»                   | Эдит Пиаф Луигай [англ.]                                  | 3:17         |
| 9.                  | «Unapologetic Bitch»               | Мадонна Пентц Шелко Гарсия Брайан Ореллана Макдональд Гэд | 7:06         |
| 10.                 | «Holiday»                          | Кёртис Хадсон [англ.] Лайза Стивенс                       | 5:44         |
| 11.                 | «Like a Prayer» (Bonus track)      | Мадонна Леонард                                           | 4:12         |
| Общая длительность: | Общая длительность:                | Общая длительность:                                       | 50:27        |

| №   | Название                 | Автор(ы)                                                             | Длительность |
| --- | ------------------------ | -------------------------------------------------------------------- | ------------ |
| 1.  | «Rebel Heart Tour Intro» |                                                                      |              |
| 2.  | «Iconic»                 | Мадонна Гэд Макдональд Гриффин Jr. Bennett Натче Таккер              |              |
| 3.  | «Bitch I'm Madonna»      | Мадонна Пентц Рехтшейд Макдональд Гэд Мараж Long                     |              |
| 4.  | «Burning Up»             | Мадонна                                                              |              |
| 5.  | «Holy Water" / "Vogue»   | Мадонна Кирценбаум Keery-Fisher Dean West Brown Петтибон             |              |
| 6.  | «Devil Pray»             | Мадонна Берглинг Пурнури Фалк Якуб Котеча Натче Таккер               |              |
| 7.  | «Deeper and Deeper»      | Мадонна Петтибон Шимкин                                              |              |
| 8.  | «HeartBreakCity»         | Мадонна Берглинг Пурнури Джимсон Флагер Стокер Факир Лидехолл Понтэр |              |
| 9.  | «Living for Love»        | Мадонна Пентц Макдональд Гэд Рехтшейд                                |              |
| 10. | «La Isla Bonita»         | Мадонна Леонард Gaitsch                                              |              |
| 11. | «Rebel Heart»            | Мадонна Берглинг Пурнури Факир Лидехолл Понтэр                       |              |
| 12. | «Candy Shop»             | Мадонна Williams                                                     |              |
| 13. | «Unapologetic Bitch»     | Мадонна Пентц Shelco Garcia Bryan Orellana Макдональд Гэд            |              |
| 14. | «Holiday»                | Hudson Stevens                                                       |              |

| №   | Название                           | Автор(ы)                                                             | Длительность |
| --- | ---------------------------------- | -------------------------------------------------------------------- | ------------ |
| 1.  | «Rebel Heart Tour Intro»           |                                                                      |              |
| 2.  | «Iconic»                           | Мадонна Гэд Макдональд Гриффин Jr. Bennett Натче Таккер              |              |
| 3.  | «Bitch I'm Мадонна»                | Мадонна Пентц Рехтшейд Макдональд Гэд Maraj Long                     |              |
| 4.  | «Burning Up»                       | Мадонна                                                              |              |
| 5.  | «Holy Water" / "Vogue»             | Мадонна Кирценбаум Керри-Фишер Дин Уэст Браун Петтибон               |              |
| 6.  | «Devil Pray»                       | Мадонна Берглинг Пурнури Фалк Якуб Котеча Натче Таккер               |              |
| 7.  | «Messiah» (Video interlude)        | Мадонна Берглинг Пурнури Факир Лидехолл Понтэр                       |              |
| 8.  | «Body Shop»                        | Мадонна Гэд Макдональд Гриффин Jr. Натче Таккер                      |              |
| 9.  | «True Blue»                        | Мадонна Брей                                                         |              |
| 10. | «Deeper and Deeper»                | Мадонна Петтибон Шимкин                                              |              |
| 11. | «HeartBreakCity»                   | Мадонна Берглинг Пурнури Джимсон Флагер Стокер Факир Лидехолл Понтэр |              |
| 12. | «Like a Virgin»                    | Kelly Steinberg                                                      |              |
| 13. | «S.E.X.» (Video interlude)         | Мадонна Гэд Макдональд Гриффин Jr. Дин Уэст Браун                    |              |
| 14. | «Living for Love»                  | Мадонна Пентц Макдональд Гэд Рехтшейд                                |              |
| 15. | «La Isla Bonita»                   | Мадонна Леонард Gaitsch                                              |              |
| 16. | «Dress You Up" / "Into the Groove» | Мадонна LaRusso Stanziale Брей                                       |              |
| 17. | «Rebel Heart»                      | Мадонна Берглинг Пурнури Факир Лидехолл Понтэр                       |              |
| 18. | «Illuminati» (Video interlude)     | Мадонна Макдональд Гэд Гриффин Jr. Дин Уэст Браун Jacques Webster    |              |
| 19. | «Music»                            | Мадонна Ahmadzaï                                                     |              |
| 20. | «Candy Shop»                       | Мадонна Уильямс                                                      |              |
| 21. | «Material Girl»                    | Браун Рэнс                                                           |              |
| 22. | «La Vie en Rose»                   | Пиаф Луигай                                                          |              |
| 23. | «Unapologetic Bitch»               | Мадонна Пентц Шелко Гарсия Брайан Ореллана Макдональд Гэд            |              |
| 24. | «Holiday»                          | Хадсон Стивенс                                                       |              |
| 25. | «Excerpts from Tears of a Clown»   |                                                                      |              |

| №   | Название        | Автор(ы)        | Длительность |
| --- | --------------- | --------------- | ------------ |
| 26. | «Like a Prayer» | Мадонна Леонард |              |

| №   | Название     | Автор(ы)         | Длительность |
| --- | ------------ | ---------------- | ------------ |
| 27. | «Take a Bow» | Мадонна Бэбифейс |              |

## Чарты
| Чарт (2017)                       | Наивысшее место |
| --------------------------------- | --------------- |
| Аргентина (CAPIF)                 | 10              |
| Австралия (ARIA)                  | 20              |
| Бельгия/Фландрия (Ultratop)       | 8               |
| Бельгия/Валлония (Ultratop)       | 9               |
| Нидерланды (Album Top 100)        | 14              |
| Франция (SNEP)                    | 20              |
| Германия (Offizielle Top 100)     | 8               |
| Венгрия (MAHASZ)                  | 11              |
| Италия (Classifica album)         | 4               |
| Польша (ZPAV)                     | 12              |
| Шотландия (Scottish Albums Chart) | 30              |
| Испания (PROMUSICAE)              | 4               |
| Швейцария (Schweizer Hitparade)   | 30              |
| Великобритания (UK Albums Chart)  | 42              |
| США (Billboard Digital Albums)    | 20              |

| Чарт (2017)                                                 | Наивысшее место |
| ----------------------------------------------------------- | --------------- |
| Австралия (ARIA Music DVD)                                  | 1               |
| Австрия (Ö3 Austria Music DVD)                              | 1               |
| Бельгия/Фландрия (Ultratop Music DVD)                       | 1               |
| Бельгия/Валлония (Ultratop Music DVD)                       | 1               |
| Нидерланды (MegaCharts Music DVD)                           | 1               |
| French Music DVD (SNEP)                                     | 1               |
| German Music DVD (GfK Entertainment)                        | 2               |
| Japanese Music Blu-ray (Oricon)                             | 5               |
| Japanese Music DVD (Oricon)                                 | 8               |
| Irish Music DVD (IRMA)                                      | 1               |
| Испания (PROMUSICAE Music DVD)                              | 1               |
| Swedish Music DVD (Sverigetopplistan)                       | 1               |
| Великобритания UK Music Video DVD (Official Charts Company) | 1               |

### Годовые чарты
| Чарт (2017)                           | Место |
| ------------------------------------- | ----- |
| Australian Music DVD (ARIA)           | 16    |
| Belgian Music DVD (Ultratop Flanders) | 8     |
| Belgian Music DVD (Ultratop Wallonia) | 4     |
| Dutch Music DVD (MegaCharts)          | 4     |
| Mexican Albums (AMPROFON)             | 69    |
| Swedish Music DVD (Sverigetopplistan) | 11    |

## Сертификации
| Регион                                                       | Сертификация | Продажи |
| ------------------------------------------------------------ | ------------ | ------- |
| Франция (SNEP)                                               | Платиновый   | 10 000* |
| * Данные о продажах приведены только на основе сертификации. |              |         |

## История релиза
| Регион         | Дата                   | Формат(ы) | Дистрибьютор                             | Ref.   |
| -------------- | ---------------------- | --------- | ---------------------------------------- | ------ |
| Австралия      | 15 сентября 2017 года  |           | Eagle Vision • Universal Music Австралия | [ 50 ] |
| Бразилия       | 15 сентября 2017 года  |           | Eagle Vision •Universal Music Бразилии   | [ 51 ] |
| Бразилия       | 20 сентября 2017 года, |           | Eagle Vision •Universal Music Бразилии   | [ 51 ] |
| Бразилия       | 29 сентября 2017 года  |           | Eagle Vision •Universal Music Бразилии   | [ 51 ] |
| Германия       | 15 сентября 2017 года  |           | Eagle Vision • Eagle Records             | [ 52 ] |
| Япония         | 15 сентября 2017 года  |           | Eagle Vision • Universal Music Япония    | [ 14 ] |
| Великобритания | 15 сентября 2017 года  |           | Eagle Vision • Eagle Records             | [ 53 ] |
| США            | 15 сентября 2017 года  |           | Eagle Vision • Eagle Records             | [ 54 ] |